# Basselinia humboldtiana
Basselinia humboldtiana é uma espécie de angiosperma na família Arecaceae. É encontrada apenas na Nova Caledônia.